# Roland Baar
Roland Baar (født 12. april 1965, død 23. juni 2018) var en tysk roer, dobbelt olympisk medaljevinder og femdobbelt verdensmester.
Baar roede i begyndelsen af sin karriere forskellige bådtyper og blev blandt andet vesttysk mester i toer uden styrmand sammen med Frank Jörg Richter i 1986 og 1987. Han deltog første gang i OL i 1988 i Seoul, hvor han stillede op i firer med styrmand for Vesttyskland; resultatet blev en syvendeplads. Snart koncentrerede han sig dog om otteren og var med til at blive verdensmester for Vesttyskland i 1989 og 1990, og derpå for det forenede Tyskland i 1991-1993 samt 1995.
I otteren deltog han ved OL 1992 i Barcelona for det forenede Tyskland. Her blev tyskerne nummer to i indledende heat og vandt derpå semifinalen. I finalen kom kampen om guldet til at stå mellem Canada og Rumænien, hvor førstnævnte vandt, mens tyskerne sikrede sig bronzen. Bådens besætning bestod ud over Baar af Detlef Kirchhoff, Thorsten Streppelhoff, Armin Eichholz, Bahne Rabe, Hans Sennewald, Ansgar Wessling, Frank Richter og styrmand Manfred Klein.
Han var igen del af den tyske otter ved OL 1996 i Atlanta. Tyskerne blev her nummer to i indledende heat og vandt derpå sit opsamlingsheat. I finalen var den hollandske båd suveræn og vandt med et forspring på næsten to sekunder ned til tyskerne på andenpladsen, mens den russiske båd blev nummer tre. Mark Kleinschmidt, Frank Richter, Wolfram Huhn, Ulrich Viefers, Detlef Kirchhoff, Thorsten Streppelhoff, Marc Weber og styrmand Peter Thiede udgjorde resten af tyskernes besætning.
Baar var uddannet ingeniør og tog en doktorgrad i dette fag. Han arbejdede senere i bilindustrien, blandt andet hos Volkswagen, inden han vendte tilbage til den akademiske verden som ansat på Leibniz Universität Hannover og blev æresprofessor i 2009. Senere blev han professor ved afdelingen for forbrændingsmotorer ved Technische Universität Berlin. Han omkom i en trafikulykke i sommeren 2018, 53 år gammel.

## OL-medaljer
- 1996:  Sølv i otter
- 1992:  Bronze i otter